# Luci Corneli Lèntul Caudí (edil 205 aC)
Luci Corneli Lèntul Caudí (llatí: Lucius Cornelius P. f. L. n. Lentulus Caudinus) va ser un magistrat romà del segle iii aC. Formava part de la família dels Cornelis Lèntuls, una branca d'origen patrici de la gens Cornèlia.
Era fill de Publi Corneli Lèntul Caudí, que va ser cònsol l'any 236 aC. La magistratura més rellevant que va exercir va ser la d'edil curul l'any 205 aC.